# 根岸拓哉
根岸 拓哉（ねぎし たくや、1996年3月12日 - ）は、日本の俳優・タレント。埼玉県出身。METEORA所属。

## 略歴
2009年、第22回ジュノン・スーパーボーイ・コンテストのファイナリストに選ばれる。ワタナベエンターテインメント所属となり、翌年4月より男性俳優集団D2のメンバーになる。
2010年8月、所属事務所の先輩にあたる柳浩太郎（D-BOYS）を扱ったドキュメント番組『日曜ヒューマンドキュメント 僕は障がい役者』再現VTRでテレビ番組に初出演。2010年度は高校受験を控えていたため、一時期芸能活動を制限していた。
2013年、『ウルトラマンギンガ』にて主演・礼堂ヒカル役を務める。2014年の『ウルトラマンギンガS』でも前作に引き続き主演を務めた。また、2015年の『ウルトラマンX』では第13・14話に同役でゲスト出演した。
2013年10月、D2がD-BOYSに加入し、D-BOYSメンバーとなる。
2018年12月3日、ワタナベエンターテインメントとの契約終了、および男性俳優集団D-BOYSからの卒業を発表。フリーランスを経て、2022年よりMETEORAに所属。

## 人物
- 趣味はスポーツ、音楽を聞くこと[11]。
- 特技はサッカー、水泳[2]。

## 出演
太字表記は主演作品。

### テレビドラマ
- 日曜ヒューマン ドキュメント 僕は障がい役者（2010年8月、日本テレビ）
- ラストマネー -愛の値段- 最終話（2011年10月25日、NHK総合）
- 白衣のなみだ 第一部「余命」（2013年4月8日 - 、東海テレビ）
- ウルトラシリーズ
  - 新ウルトラマン列伝（2013年7月3日 - 2014年5月5日、テレビ東京） - 礼堂ヒカル 役
  - ウルトラマンギンガ（2013年7月10日 - 12月18日、テレビ東京） - 礼堂ヒカル 役
  - ウルトラマンギンガS（2014年7月15日 - 12月23日、テレビ東京） - 礼堂ヒカル 役
  - ウルトラファイトビクトリー（2015年3月31日 - 6月23日、テレビ東京） - 礼堂ヒカル 役
  - ウルトラマンX 第13・14話（2015年10月13・20日、テレビ東京） - 礼堂ヒカル 役[9]
  - ウルトラマンタイガ 第1話（2019年7月6日、テレビ東京） - ウルトラマンギンガの声 役
  - ウルトラマン ニュージェネレーション スターズ（2023年1月28日 - 2月11日、テレビ東京） - ウルトラマンギンガの声
- D-BOYS ショートフィルムフェスティバル「10分な学級会」（2014年1月24日、朝日放送）
- 水曜ミステリー9（テレビ東京）
  - 「レアケース 生活保護課の殺人事件簿」（2014年3月5日） - 石坂壮馬 役
  - 「負け組法律事務所〜沈黙する証人〜」（2015年1月28日） - 寺家卓也 役
- 念力家族（2015年3月30日 - 9月14日、Eテレ） - 山田誠司 役
- 歴史秘話ヒストリア『俺たちノブナガ親衛隊』（2015年4月8日、NHK総合） - 織田信長 役
- お迎えデス。（2016年4月 - 6月、日本テレビ） - マツモト 役[12]
- 仮面ライダーエグゼイド 第4・22話（2016年10月23日・2017年3月12日、テレビ朝日） - 西脇嘉高 役
- 踊る大空港、或いは私は如何にして 踊るのを止めてゲームの ルールを変えるに至ったか。（2016年11月 - 、ネスレシアター） - 木山和人 役
- 嘘の戦争 第3話（2017年1月24日、関西テレビ）
- クズの本懐（2017年1月 - 4月、フジテレビ / FOD） - 桐嶋篤也 役
- ファイブ（2017年7月 - 8月、フジテレビ / FOD） - 矢内小次郎 役
- モブサイコ100（2018年1月 - 4月、テレビ東京） - 枝野剛 役
- 絶メシロード 第3話（2020年2月8日、テレビ東京）
- 彼が僕に恋した理由（2020年8月9日 - 、TOKYO MX） - 望月玲央 役
- 八月は夜のバッティングセンターで。 第4話（2021年7月29日、テレビ東京）宮本保 役
- 量産型リコ -プラモ女子の人生組み立て記-（2022年8月19日、テレビ東京） - 多田 役
- 真相は耳の中 第7話（2022年12月3日、テレビ東京） - 冴木翔 役
- 特捜9 season7 第1話（2024年4月3日、テレビ朝日） - 大園翼 役[13]
- 僕達はまだその星の校則を知らない（2025年7月14日 - 、関西テレビ・フジテレビ） - 永井玄也 役[14]

### 配信ドラマ
- 恋のはじまりは放課後のチャイムから（2017年） - 柴原郁斗 役
- ウルトラギャラクシーファイト ニュージェネレーションヒーローズ（2019年） - ウルトラマンギンガの声 役[15]
- 恋愛ドラマな恋がしたい〜Bang Ban Love〜（2020年1月25日 - 4月11日、ABEMA） - タクヤ 役
- 私たちも伊藤万理華ですが。（2020年10月9日 - 12月25日、LINE VISION） - リュウ 役
- ウルトラギャラクシーファイト 運命の衝突（2021年 - 2022年） - ウルトラマンギンガの声 役
- メゾンハーゲンダッツ 〜8つのしあわせストーリー〜（2022年1月7日 - 2月17日、YouTube） - 小手川タクヤ 役[16]
- 富士フイルム「今日からプリントデイズ」Webドラマ (2022年4月) -北川良太　役
- 覆面D第4話（2022年10月29日、AbemaTV） - 弘道 役
- The Power Slap（2025年春配信予定、SWIPEDRAMA）- 亀山大輔 役[17]

### 映画
- ポールダンシングボーイ☆ず（2011年　金子修介監督） - タクヤ 役
- ジョーカーゲーム（2012年　渡邊貴文監督） - 横山直哉 役
- 忍たま乱太郎 夏休み宿題大作戦!の段（2013年　田崎竜太監督） - 善法寺伊作 役
- ウルトラシリーズ
  - ウルトラマンギンガ 劇場スペシャル（2013年　アベユーイチ監督） - 礼堂ヒカル 役
  - ウルトラマンギンガ 劇場スペシャル ウルトラ怪獣☆ヒーロー大乱戦!（2014年） - 礼堂ヒカル 役
  - 劇場版 ウルトラマンギンガS 決戦!ウルトラ10勇士!!（2015年　坂本浩一監督） - 礼堂ヒカル 役
  - 劇場版 ウルトラマンX きたぞ!われらのウルトラマン（2016年） - ウルトラマンギンガの声 役
  - 劇場版 ウルトラマンオーブ 絆の力、おかりします!（2017年） - ウルトラマンギンガ（声） 役[18]
  - 劇場版 ウルトラマンタイガ ニュージェネクライマックス（2020年） - 礼堂ヒカル 役[19]
- BRIGHT AUDITION（2014年　遊佐和寿監督） - 本田トウヤ 役
- キリング・カリキュラム 〜人狼処刑ゲーム 序章〜（2015年　古厩智之監督） - 古藤信也 役
- レジェンド最凶覚醒II（2015年　山村淳史監督） - 桃山猛流 役
- [好きでもないくせに]（2016年　吉田浩太監督） - 川野陸 役 [20]
- 口裂け女VSカシマさん（2016年12月23日、浅沼直也監督） - 大森省吾 役[21]
- 身体を売ったらサヨウナラ（2017年内田英治監督） - 滝田 役
- LAPSE ラプス「失敗人間ヒトシジュニア」（2019年2月16日　アベラヒデノブ監督） - リュウ　役
- ヤウンペを探せ！（2019年2月16日　宮脇亮監督）
- ありきたりな言葉じゃなくて（2024年12月20日、渡邉崇監督） - 遠野勇樹 役[22]
- 静かなるドン　（2023年5月12日　山口健人監督）

### オリジナルビデオ
- 仮面ライダーギーツ ジャマト・アウェイキング（2024年7月24日） - 作業員 役
- 日本統一63・64（2024年） - 信光

### 舞台
- 金ない、愛ない、屋根はある（2011年6月）作・演出：江頭美智留
- 少年探偵団（2011年10月） - 野呂一平 役
- abc★赤坂ボーイズキャバレー SpinOff『3回裏!』〜自分に喝を入れて勝つ!〜（2012年9月） - 曽我部仁 役[23]
- Dステ12th「TRUMP」（2013年1月 - 2月） - モロー / スチューデント・マチス 役作・演出：末満健一
- ウルトラヒーローバトル劇場! 第21弾（2014年4月） - 礼堂ヒカル / ウルトラマンギンガ（声） 役
- ウルトラマンレジェンドステージ（2014年6月、八尾プリズムホール / 9月、福岡サンパレスホール） - 礼堂ヒカル / ウルトラマンギンガ（声） 役 演出：関智一
- ウルトラダブルステージ 〜EARTH & UNIVERSE〜（2015年2月） - 礼堂ヒカル / ウルトラマンギンガ（声） 役 演出：関智一
- 現代能楽集VIII「道玄坂綺譚」（2015年11月、世田谷パブリックシアター / 作・演出：マキノノゾミ） - シュウ 役
- Takayuki Suzui Project OOPARTS Vol.4「天国への階段」（2017年7月 - 8月）　作・演出：鈴井貴之
- 劇団た組「貴方なら生き残れるわ」（2018年11月、彩の国さいたま芸術劇場 小ホール / 作・演出：加藤拓也)

### バラエティ
- D2のメシとも!（2011年8月 - 9月、朝日放送）
- おはスタ（2011年 - 2012年、テレビ東京） - 「スマイル向上委員 たくや」として火曜・金曜レギュラー
- TV・局中法度!（2012年10月 - 2013年3月、テレビ神奈川・千葉テレビ放送・テレビ埼玉・サンテレビジョン） - 馬詰柳太郎 役 他
- 戦国炒飯TV 〜なんとなく歴史が学べる映像〜（2020年、TOKYO MX 他） - さくもっこり 役

### CM
- バンダイ「DXギンガスパーク」（2013年）
- バンダイ「DXストリウムブレス」（2014年）
- バンダイビジュアル「ウルトラマンギンガS Blu-ray BOX I」（2014年） - ナレーション

### ゲーム
- スーパーヒーロージェネレーション（2014年、PS3・PS Vita） - ウルトラマンギンガ（声） 役
- ロストヒーローズ2（2015年、ニンテンドー3DS） - ウルトラマンギンガ（声） 役

### 玩具
- DXアークキューブPremium ニュージェネレーションスターズセット01（2024年12月）